# 中央福祉学院

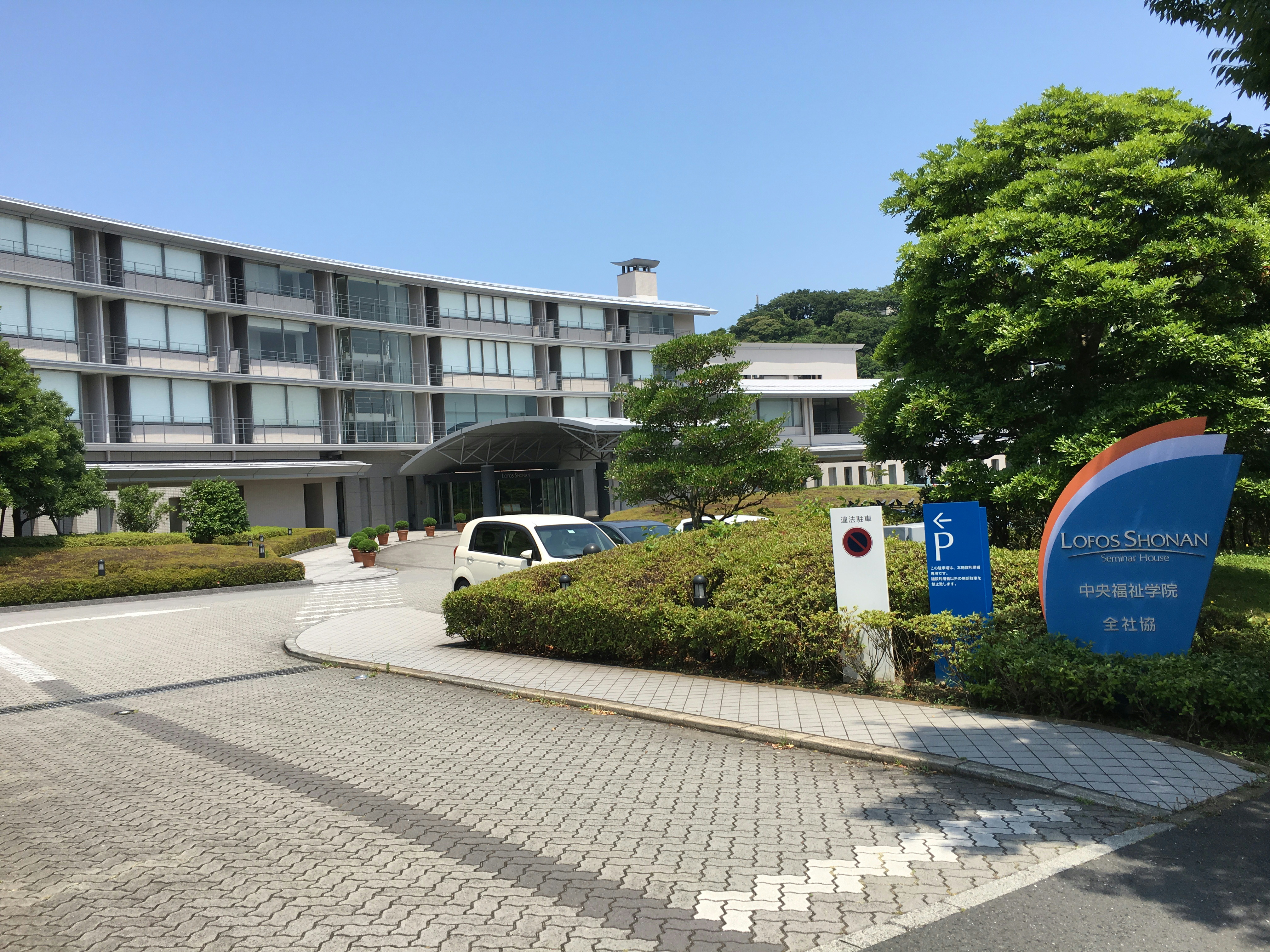
中央福祉学院

中央福祉学院（ちゅうおうふくしがくいん）は、神奈川県葉山町にある、全国社会福祉協議会が設置する社会福祉研修のための施設・教育機関である。「ロフォス湘南」の愛称で親しまれている。

## 沿革
- 1950年 前身にあたる社会事業研修所を東京都文京区に開設。社会福祉主事養成機関として出発。
- 1951年 社会福祉事業職員研修所が同敷地内に設置される。社会事業研修所は民間を対象とし、社会福祉事業職員研修所は地方公共団体を対象として並存する。
- 1959年 社会事業研修所を廃止し、翌年より社会福祉事業職員研修所に一本化。
- 1975年 社会福祉事業職員研修所を社会福祉研修センターと改称。
- 1995年 中央福祉学院と改称して現在地に移転。

## 概要
おもに全国各地の社会福祉協議会、民間の社会福祉施設等に勤務する職員を対象として、福祉の現場で活躍できる人材育成と研修・調査・研究などを実施している。各種の研修プログラムを通して、資格付与や専門性の向上を図っている。講師は専任講師1名のほか、全国の大学等で社会福祉の研修・実践で第一線にたっている研究者等があたっている。
- 通信課程
  - 社会福祉士通信課程(指定一般養成施設・短期養成施設(申請中)）
  - 社会福祉主事資格認定通信課程(指定養成機関)
  - 児童福祉司資格認定通信課程
  - 社会福祉施設長資格認定講習課程
  - 福祉施設長専門講座
  - 社会福祉協議会・社会福祉施設職員会計実務講座
- 短期研修課程等
  - 社会福祉法人経営者研修会
  - 社会福祉施設長サービス管理研修会
  - 社会福祉施設指導職員特別研修会
  - 「福祉職員生涯研修課程」指導者養成研修会
  - 職場研修担当者研修会
  - 介護福祉士養成実習施設実習指導者特別研修会　
  - 都道府県・指定都市社会福祉協議会管理職員研修会
  - 社会福祉士養成実習施設実習指導者特別研修会

## 特徴
- 研修施設と、参加者専用の宿泊施設を併設し、研修に参加する利用者はリラックスした雰囲気で研修に臨める環境が整備されている。宿泊施設については、希望者は近隣地区（横浜市、横須賀市等）のホテルの斡旋も受けられる。
- 各研修会ごとに行われる交流会では、全国から集う社会福祉関係者の交流の場となっている。
- また宿泊施設では予約による満室の場合を除き、通常の旅行等での使用も可能。但し食事に関しては併設のレストランのメニューは非常に限定的なものになる（バイキング方式での提供となる朝・夕食時以外ではステーキ丼やカレーなどの簡素な作りのメニューが多い）。
- 研修施設は、全体講義・オリエンテーションに用いる講堂「太宰ホール」と小規模の講義に用いる「仙元」「一色」「大楠」の3室、さらに演習用の小会議室からなる。「太宰」の名は、厚生事務次官、全国社会福祉協議会会長を歴任した太宰博邦に、「仙元」「一色」「大楠」は葉山町の地名にちなむ。
- 研修での利用の場合、夕食が有料となる事がある。

## 所在地
- 神奈川県三浦郡葉山町上山口1560-44
  - JR横須賀線逗子駅もしくは京急本線汐入駅から湘南国際村方面行きの京浜急行バスに乗車、｢湘南国際村センター前｣バス停下車。